# Liste der Biografien/Gruj
Liste der Biografien |
Portal Biografien |
Personensuche
# |
A |
B |
C |
D |
E |
F |
G |
H |
I |
J |
K |
L |
M |
N |
O |
P |
Q |
R |
S |
T |
U |
V |
W |
X |
Y |
Z |
?
 
Ga |
Gb |
Gc |
Gd |
Ge |
Gf |
Gh |
Gi |
Gj |
Gk |
Gl |
Gm |
Gn |
Go |
Gp |
Gq |
Gr |
Gs |
Gu |
Gv |
Gw |
Gy |
Gz
 
Gra |
Grb–Grd |
Gre |
Grg |
Gri |
Grj |
Grk |
Grl |
Grm |
Gro |
Grs |
Gru |
Gry |
Grz
 
Grua |
Grub |
Gruc |
Grud |
Grue |
Gruf |
Grug |
Gruh |
Grui |
Gruj |
Grul |
Grum |
Grun |
Gruo |
Grup |
Grus |
Grut |
Gruv |
Gruw |
Gruy |
Gruz
Die Liste der Biografien führt alle Personen auf, die in der deutschsprachigen Wikipedia einen Artikel haben. Dieses ist eine Teilliste mit 11 Einträgen von Personen, deren Namen mit den Buchstaben „Gruj“ beginnt.

## Gruj

### Grujc
- Grujčić, Darijo (* 1999), österreichischer Fußballspieler

### Gruji
- Grujić, Katarina (* 1992), serbische Pop-Folk-Sängerin
- Grujić, Marko (* 1996), serbischer FußballspielerMarko Grujić (* 1996)

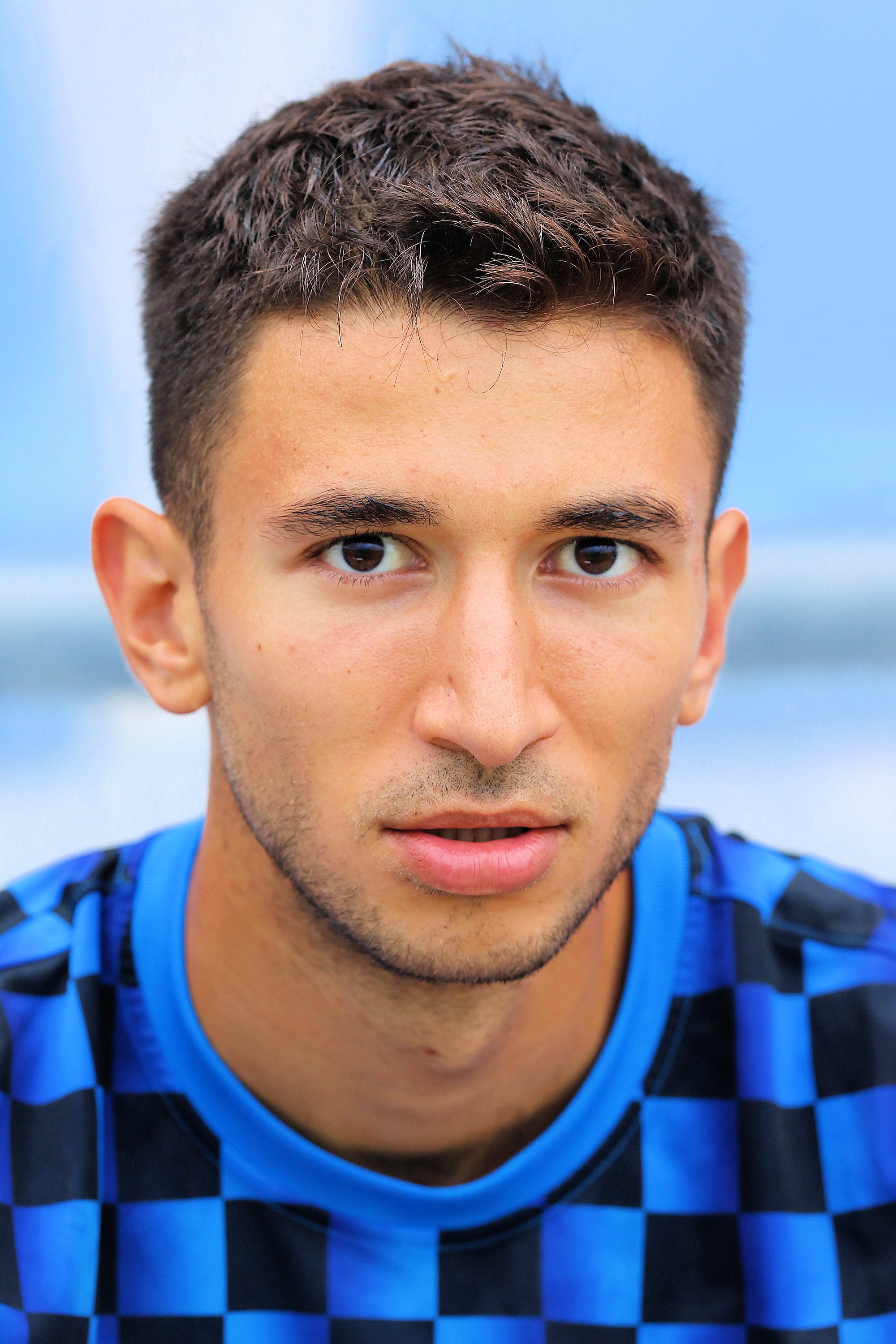
Marko Grujić (* 1996)

- Grujić, Mladen (* 1969), jugoslawischer Biathlet
- Grujić, Natalija (* 2006), serbische Leichtathletin
- Grujić, Sava (1840–1913), serbischer Staatsmann, General und Schriftsteller
- Grujić, Slobodan (* 1973), jugoslawischer und serbischer Tischtennisspieler
- Grujić, Vladan (* 1981), bosnischer Fußballspieler
- Grujicic, Mathieu (* 2007), deutsch-französischer Basketballspieler
- Grujičić, Miroslav (* 1994), serbischer Fußballspieler

### Grujo
- Grujovski, Zoran (* 1975), deutscher Musiker, Gitarrist, Keyboarder, Komponist und Produzent